# Peugeot Type 27
La Peugeot Type 27 est un modèle d'automobile produit par le constructeur français Peugeot en 1899.